# Административна подела Јужног Судана
Јужни Судан је независна република у Африци настала отцепљењем од Републике Судан, након референдума о независности, а званично од 9. јула 2011. године. Традиционално, Јужни Судан је подељен у три историјске регије. Од 2011. до 2015. Јужни Судан је био подељен на 10 држава, од 2015. до 2017. на 28 држава, а од јануара 2017. на 32 државе. Најнижа административна јединица је округ којих има 86 укупно.

## Историјске регије
Јужни Судан чине три историјске регије:
- Екваторија (регија)
- Велики Горњи Нил (регија)
- Бахр ел Газал (регија)

## Државе

### Државе од 2011-2015
Јужни Судан се састојао од укупно десет држава, којима је управљао изабрани гувернер.
| Држава                | Главни град | Површина () | Број становника | Гувернер             | Почетак мандата     |
| --------------------- | ----------- | ----------- | --------------- | -------------------- | ------------------- |
| Западни Бахр ел Газал | Вав         | 93.900      | 350.000         | Ризик Закарија Хасан | 18. мај 2010.       |
| Северни Бахр ел Газал | Авејл       | 33.558      | 826.646         | Пол Малонг Аван      | 27. март 2008.      |
| Вараб                 | Квајок      | 31.027      | 638.002         | Њанденг Малек Делич  | 25. мај 2010.       |
| Ел Бухајрат           | Румбек      | 40.235      | 567.329         | Чол Тонг Мајај Јанг  | 28. мај 2010.       |
| Западна Екваторија    | Јамбјо      | 79.319      | 1.731.341       | Џозеф Бакосоро       | 26. мај 2010.       |
| Централна Екваторија  | Џуба        | 22.956      | 2.500.626       | Клемент Вани Конга   | 18. јул 2005.       |
| Источна Екваторија    | Торит       | 82.542      | 225.872         | Луис Лобонг          | 20. мај 2010.       |
| Џонглеј               | Бор         | 122.479     | 1.189.330       | Куол Мањанг Џук      | децембар 2007.      |
| Ел Вахда              | Бентију     | 35.956      | 144.439         | Табан Денг Гај       | 30. септембар 2005. |
| Горњи Нил             | Малакал     | 77.773      | 1.212.979       | Симон Кунг Пуоч      | 25. мај 2010.       |

### Државе од 2015-2017
Од 2015. Јужни Судан је био подељен на 28 држава, све до јануара 2017.
Бахр ел Газал
1. Авејл
2. Авејл Исток
3. Источна Језера
4. Гогријал
5. Гок
6. Лол
7. Тонџ
8. Твик
9. Вау
10. Западна Језера

Екваторија
1. Амади
2. Будуе
3. Иматонг
4. Џубек
5. Мариди
6. Наморуњанг
7. Терекека
8. Јеј Ривер

Горњи Нил
1. Бома
2. Источни Биех
3. Источни Нил
4. Џонглеј
5. Латјор
6. Северни Лиех
7. Рувенг
8. Јужни Лиех
9. Западни Биех
10. Западни Нил

Област Абјеј на граници Јужног Судана и Судана има посебан административни статус унутар Судана и под управом је Администрације Области Абјеј. Било је предвиђено да 2011. одржи референдум о отцепљењу од Судана и прикључењу Јужном Судану, међутим то се до почетка 2017. није догодило.

### Државе од 2017.
Неколико нових држава је створено 14. јануара 2017. чиме је укупан број држава повећан са 28 на 32. Од Источног Биеха (од 2017. Биех) одвојена је држава Акобо, Источни Нил је подељен на Централни Горњи Нил и Северни Горњи Нил, од државе Латјор издвојена је држава Мајвут, а од Будуе одвојена је Томбора.
Бахр ел Газал
1. Авејл
2. Авејл Исток
3. Источна Језера
4. Гогријал
5. Гок
6. Лол
7. Тонџ
8. Твик
9. Вау
10. Западна Језера

Екваторија
1. Амади
2. Будуе
3. Иматонг
4. Џубек
5. Мариди
6. Капоета (раније Наморуњанг)
7. Томбора (од 2017)
8. Терекека
9. Јеј Ривер

Горњи Нил
1. Бома
2. Централни Горњи Нил (од 2017. након поделе државе Источни Нил)
3. Акобо (од 2017)
4. Северни Горњи Нил (од 2017. након поделе државе Источни Нил)
5. Џонглеј
6. Латјор
7. Мајвут (од 2017)
8. Северни Лиех
9. Рувенг
10. Јужни Лиех
11. Биех (раније Источни Биех)
12. Фангак (раније Западни Биех)
13. Фашода (раније Западни Нил)

Статус области Абјеј још увек није решен.